# 山本勲 (ボウリング)
山本 勲（やまもと いさお、1982年1月6日 - ）は、日本のプロボウラー。アメリカンボウリングサービス（ABS）専属。神奈川県出身。JPBA第44期・ライセンスNo.1078。身長162cm・体重85kg・血液型O型・左投げ。90番目の永久A級ライセンス取得者。永久シード権者。姉も同じくプロボウラーの小林由紀。

## 来歴
- 両親の影響から、ボウリングを習い、高校時代には神奈川県立釜利谷高等学校でアジアユース選手権2連覇、ワールドユースゲームズ金メダルを獲得する。

- 高校卒業後、全日本ボウリング選手権大会で優勝。アマチュア時代の実績からプロボウラー資格取得テスト（通称プロテスト）１次２次の実技試験が免除され３次の筆記試験と面接試験で合格した。

- 姉の小林由紀も同年にプロテストを受験し合格している。

- プロテストを３次の筆記試験から受験したため会場では実技から受験していたほかの受験生から「この人誰？」の様な目で見られた孤独感から辛かったことと実技試験免除でプロ入りしたことで早く結果を出さなければというプレッシャーがあったと語っている。

- 2005年にプロデビュー。ポイントランキングで1位になる。さらに2006年、2007年、2008年と全日本プロボウリング選手権大会で大会史上初の3連覇を達成。
- 2008年にはABSジャパンオープンボウリング選手権の優勝決定戦でパーフェクトゲームを達成。しかもジャパンオープン選手権でも史上初の連覇というおまけつきでもあり、パーフェクト特別賞の賞金1000万円を獲得した。なお、この年の獲得賞金は22,829,100円となり賞金王となった。

- 2018年のジャパンオープン優勝から3年ほど勝利に恵まれなかったが、2021年の全日本プロボウリング選手権大会にて決勝で川添奨太を破り久々の優勝を果たし涙した。この優勝で2020年～2021年通しシーズンのポイントランキング1位とアベレージランキング1位の二冠を逆転にて獲得。（賞金王は永野すばる）

- 2024年5月26日、Glicoセブンティーンアイス杯第11回プロアマトーナメントにて優勝。これで通算20勝目となり16人目の永久シード権を獲得した。なお左投選手の永久シード獲得は史上初である。
- ランクシーカーが運営するYouTubeチャンネル「ヤマモトタクシー」にプロボウラー相澤英昭と日曜日夜（不定期）に出演、ゲストを招いてのボウリング談議を配信している。

## 戦績

### 通算成績(2024年まで)
- 優勝 20回　（うち全日本プロボウリング選手権大会優勝5回）その他シーズントライアル優勝14回
- 公認パーフェクト 24回
- 800シリーズ 7回
- 7-10スプリットメイド 4回
- H/4（ハイフォー）12年ぶりJPBA男子公認最高記録更新　2022年1月18日「JPBAシーズントライアル2022ウィンターシリーズB会場」（於、品川プリンスホテルボウリングセンター）の準決勝の4Gで280/289/287/275の計1131ピンを達成。最終順位は4位。
- 2022年7月20日に開催された「JPBAシーズントライアルサマーシリーズ2022B会場」（於、川崎グランドボウル）で優勝を果たしシーズントライアル通算12勝目と最多優勝記録を更新した。（スプリングシリーズに続きシーズントライアル2連勝）
- 2022年10月14日、JPBAプレイヤーズドリームマッチ第2ラウンド第1シリーズにおいて、300/237/278と3ゲーム計815ピンの7回目の800シリーズ達成した。自身21回目の公認パーフェクトも含む。最終順位は9位。

### 2005年
- 2005千葉オープン 優勝 （準優勝：高橋延明）
- ランキング　ポイント1位　賞金4位　アベレージ1位（217.61）

### 2006年
- 2006プロボウリング男子新人戦 優勝 （準優勝：会田啓介）
- 2006千葉オープン 優勝 （準優勝：石原章夫）
- 第40回全日本プロボウリング選手権大会 優勝 （準優勝：三池丹揮）
- 第30回ABSジャパンオープン 準優勝 （優勝：青木彰彦）
- ランキング　ポイント2位　賞金1位　アベレージ1位（220.49）

### 2007年
- 第9回三湖コリアンカップ 優勝 （準優勝：坂田重徳）
- 第2回MKチャリティカップ 優勝 （準優勝：中沢奨）
- 第31回ABSジャパンオープン 優勝 （準優勝：三池丹揮）
- 第41回全日本プロボウリング選手権大会 優勝 （準優勝：グ・ヨンジン）
- 2007千葉オープン 準優勝 （優勝：ジョン・テハ）
- ランキング　ポイント1位　賞金1位　アベレージ1位（229.13）

### 2008年
- 第30回関西オープン 優勝 （準優勝：キム・ヨンピル）
- 第32回ABSジャパンオープン 優勝 （準優勝：ジョン・テハ）
- 第42回全日本プロボウリング選手権大会 優勝 （準優勝：山崎行夫）
- ランキング　ポイント1位　賞金1位　アベレージ3位（225.74）

### 2009年
- ランキング　ポイント5位　賞金7位　アベレージ3位（226.34）

### 2010年
- 第5回MKチャリティカップ 優勝 （準優勝：川添奨太）
- ランキング　ポイント5位　賞金6位　アベレージ5位（219.54）

### 2011年
- ランキング　ポイント8位　賞金17位　アベレージ12位（213.69）

### 2012年
- 2012千葉オープン 優勝 （準優勝：川添奨太）
- 第46回全日本プロボウリング選手権大会 準優勝 （優勝：川添奨太）
- ランキング　ポイント2位　賞金4位　アベレージ2位（223.48）

### 2013年
- ランキング　ポイント2位　賞金5位　アベレージ1位（223.63）

### 2014年
- 2014東海オープン 準優勝 （優勝：山上秀章）
- ランキング　ポイント2位　賞金4位　アベレージ2位（225.43）

### 2015年
- 第49回全日本プロボウリング選手権大会 優勝 （準優勝：藤井信人）
- 第3回グリコセブンティーンアイス杯 準優勝 （優勝：田形研吾）
- Bowling World Open 準優勝 （優勝：Osku Palermaa）
- 第38回ABSジャパンオープン 準優勝　(優勝：森本健太)
- ランキング　ポイント3位　賞金1位　アベレージ2位（223.22）

### 2016年
- 2016東海オープン3位
- 2016千葉オープン4位

- ランキング　ポイント6位　賞金12位　アベレージ5位（221.89）

### 2017年
- 第12回MKチャリティーカップ3位

- ランキング　ポイント10位　賞金18位　アベレージ8位（221.32）

### 2018年
- 2018東海オープン準優勝

- 第41回STORMジャパンオープン 優勝
- ランキング　ポイント1位　賞金5位　アベレージ2位（223.65）

### 2019年
- 第40回関西オープン準優勝
- ランキング　ポイント10位　賞金12位　アベレージ5位（217.13）

### 2020年
- 第54回全日本プロボウリング選手権大会4位（優勝：永野すばる）

### 2021年
- 第42回関西オープン準優勝（優勝：渡邊雄也）
- 全卸連SSSカップ2021準優勝（優勝：水野耕佑）
- JPBAプレイヤーズドリームマッチ2021　3位（優勝：川添奨太）
- 第55回全日本プロボウリング選手権大会優勝（準優勝：川添奨太）
- ランキング　2020～2021年通年　ポイント1位　賞金2位　アベレージ1位（219.21）

### 2022年
- ウェッブアイカップ2022ボウリングトーナメント　優勝　（準優勝：小原照之）
- ランキング　ポイント12位　賞金4位　アベレージ4位（222,62）

### 2023年
- KUWATACUP2023男子準優勝（優勝：斉藤琢哉）
- 第44回関西オープン優勝（準優勝：須田　毅）
- 中日杯2023東海オープン準優勝（優勝：水野耕佑）
- JPBAプレイヤーズドリームマッチ2023　3位（優勝：坂本就馬）
- 第45回STORMジャパンオープン優勝（準優勝：小原照之）
- ランキング　ポイント1位　賞金2位　アベレージ1位（226,36）

### 2024年
- 吉川貴弘税理士事務所プレゼンツ男子プロボウリングトーナメント2024　3位（優勝：藤永北斗）
- Glicoセブンティーンアイス杯第11回プロアマトーナメント男子優勝（準優勝：藤永北斗）